# Muntanya Russa (Parc d'Atraccions Tibidabo)

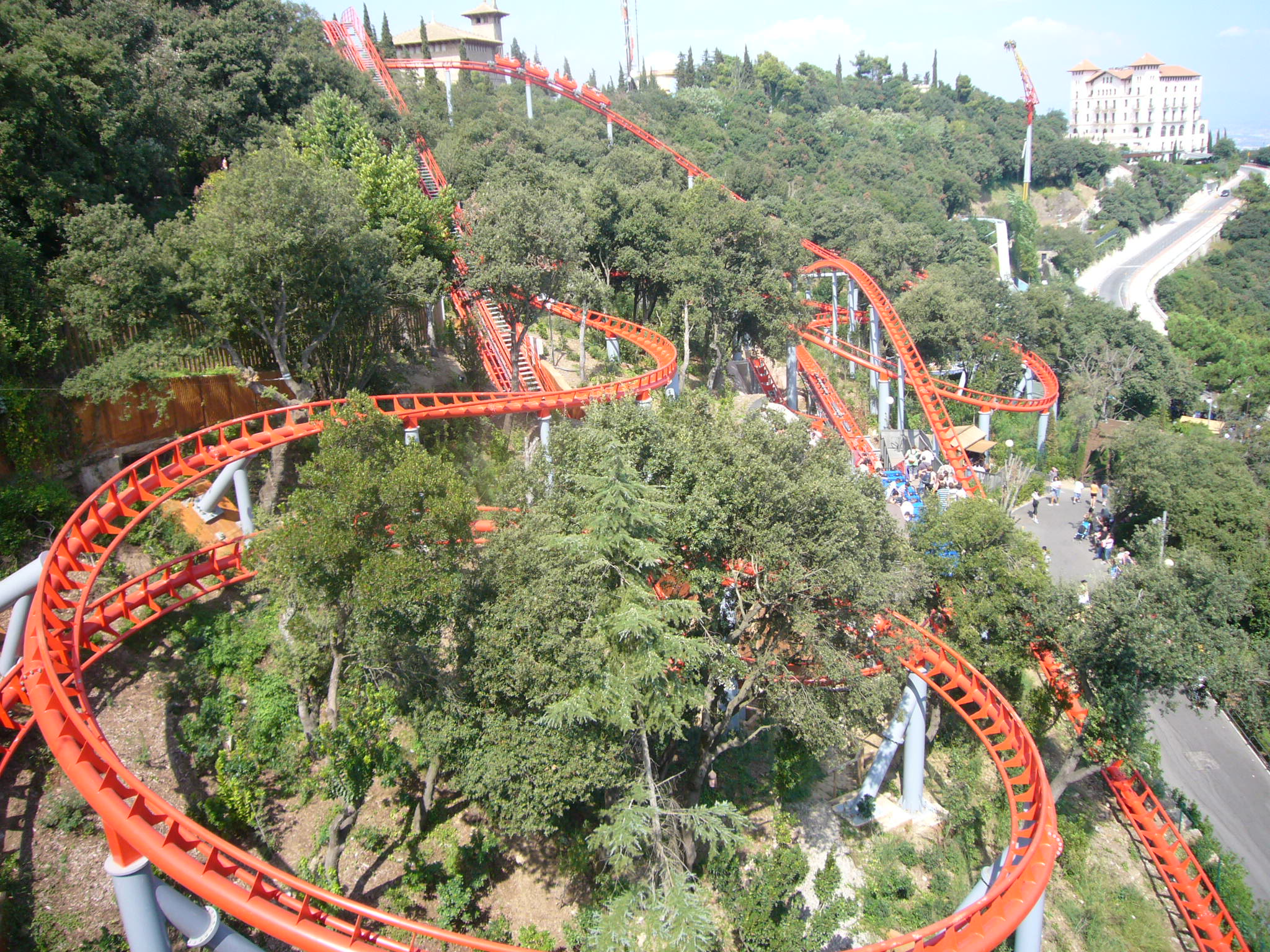
Vista de la Muntanya Russa.

La Muntanya Russa és una de les atraccions del Parc d'Atraccions Tibidabo, situada al Nivell 1 del parc.

## Història
Després de la compra del Parc d'Atraccions Tibidabo per part de l'Ajuntament de Barcelona, el parc va iniciar una inversió de 50 milions d'Euros per a millorar el parc. Entre altres accions, es van instal·lar ascensors i es va crear el Camí del Cel. També es van crear noves atraccions. El 2007 es va rebutjar el projecte per posar una gran muntanya russa al mig del bosc, fet que va provocar un gran malestar entre els veïns. A final del 2007, l'empresa holandesa Vekoma va presentar el projecte, comprometent-se a respectar l'entorn i minimitzar l'impacte visual i ambiental. Unes marques realitzades als arbres va disparar les alarmes que van dur els veïns a dur a terme un seguit de manifestacions i recollides de firmes.

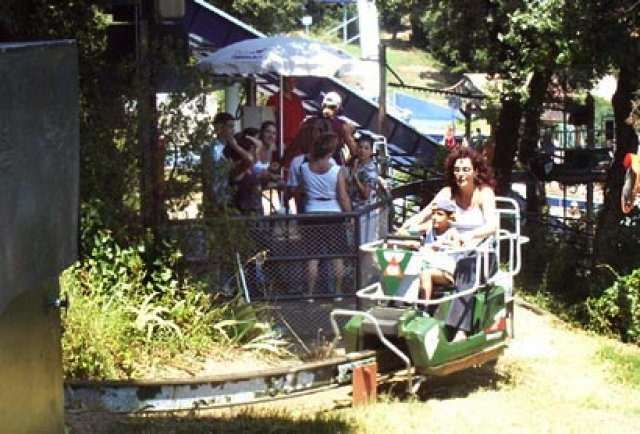
Transmòbil, substituït el 2008 per l'actual muntanya russa.

El maig de 2008 es va iniciar la tala d'arbres i la retirada de l'atracció Transmóbil. Al final de l'estiu del 2008 es començà a instal·lar l'estructura de la nova atracció. El desembre de 2008 es van realitzar les primeres proves i finalment l'atracció es va inaugurar el 23 de desembre de 2008, amb la presència de l'aleshores Alcalde de Barcelona, Jordi Hereu. Aquest mateix dia, un grup de manifestants es van concentrar a la porta del parc per protestar per la implantació d'aquesta atracció i dels suposats danys mediambientals que han provocat les obres. Des de la inauguració de l'atracció fins al tancament de la temporada es van dur a terme obertures en exclusiva per als socis del Tibiclub, una hora i mitja abans de l'obertura al públic.

## L'atracció
L'atracció és una muntanya russa, sense cap inversió, fabricada per l'empresa neerlandesa Vekoma. Després de sortir de l'estació es passa per una corba a la dreta a través de la qual s'entra en un petit túnel on comença la pujada de 33 metres. Arribats al punt més alt de l'atracció, a 522 metres sobre el nivell del mar, es fa una corba a la dreta i s'inicia una caiguda amb vistes a Barcelona i el Maresme. Després d'aquesta es gira bruscament a l'esquerra i fa un recorregut de 50 segons pel bosc de Collserola, amb corbes molt peraltades.
L'estació és oberta (sense sostre) i s'accedeix a la mateixa a través d'una rampa en forma d'òval. La banda dreta és la d'embarcament, amb 8 portes per assignar lloc als passatgers, i la dreta és reservada per a la sortida. L'accés a la zona d'espera es fa mitjançant una petita cova artificial.
L'atracció compta amb dos trens amb les mateixes característiques, exceptuant els colors (un blau i un altre vermell). Cada tren disposa de quatre cotxes de dues files de dos passatgers, acumulant una capacitat total de 16 passatgers per tren. L'atracció opera normalment amb un únic tren i té una capacitat màxima de 1010 passatgers per hora. La seguretat es fa mitjançant barres d'enclavament mecànic que aguanten individualment a cada passatger. L'empresa B:SM, gestora del parc, va demanar que els trens tinguessin un disseny d'atracció antiga.
L'atracció compta amb servei de Photo-Ride. Per pujar a l'atracció s'ha de fer un mínim de 120 centímetres d'altura, i és completament accessible a persones amb mobilitat reduïda. L'atracció té les vies vermelles, i els suports grisos. El cost total de l'atracció va ser de 3 milions d'Euros.

## Polèmica per la tala d'arbres
El fet de posar l'atracció al mig d'un bosc ja existent i que obligava la tala d'arbres, va generar cert malestar entre els veïns. Es van crear plataformes com SOS Tibidabo i Salvem Collserola per a recollir firmes i van viatjar a Brussel·les per oposar-se a l'atracció davant del Parlament Europeu. L'abril del 2008, un grup d'activistes es van encadenar als arbres. El juliol del 2008, coincidint amb la inauguració de l'atracció MiraMiralls es van tornar a manifestar. El 23 de desembre del 2008, coincidint amb la inauguració de l'atracció es van manifestar a la porta del parc amb pancartes i màscares amb la foto de Jordi Hereu, alcalde de Barcelona. Segons les fonts oficials, posteriorment cedides als diaris El País i La Vanguardia, es van eliminar 58 arbres, la majoria dels quals estaven malalts, i la resta van ser trasplantats a altres punts del parc. A més, l'Ajuntament de Barcelona es va comprometre a plantar més de 200 arbres nous.

## Retirada de l'antiga muntanya russa

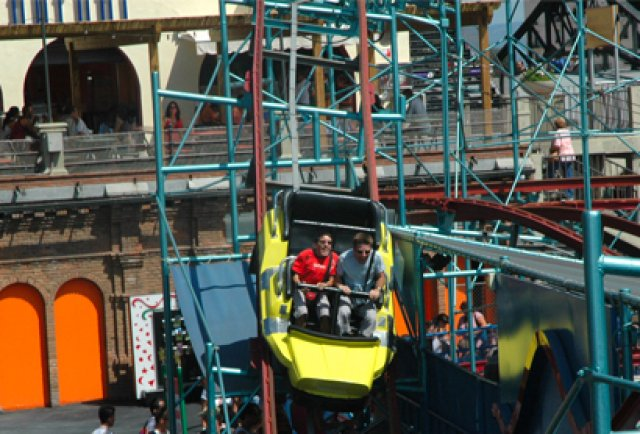
Antiga muntanya russa.

La creació d'aquesta atracció suposà la retirada de l'antiga muntanya russa del Tibidabo, situada al nivell 5 del parc. Aquesta atracció, construïda el 1961, feia anys patia problemes tècnics. L'últim viatge civil de l'atracció va ser realitzat el 5 de gener de 2009, a les 16 hores. Portals web d'aficionats a les muntanyes russes o als parcs d'atraccions com CAPTE, per exemple, van fer homenatges a l'atracció. L'espai que ocupava la muntanya russa s'ha convertit en una plaça (la plaça dels Somnis) que es fa servir com espai de passeig i s'hi fan espectacles.